# Curly Sue
Curly Sue (bra: A Malandrinha; prt: A Pequena Endiabrada) é um filme estadunidense de comédia dramática de 1991, escrito, produzido e dirigido por John Hughes, estrelado por Jim Belushi, Kelly Lynch e Alisan Porter. Este foi o último filme que Hughes escreveu e dirigiu.

## Sinopse
Bill Dancer e sua jovem companheira Curly Sue são os sem-teto arquetípicos com corações de ouro. Seus golpes não visam lucro, mas o suficiente para comer. Depois de se mudar de Detroit para Chicago, a dupla leva a rica advogada de divórcio Grey Ellison a acreditar que ela atropelou Bill com seu Mercedes-Benz, na esperança de conseguirem uma refeição grátis. Quando Grey acidentalmente colide com Bill de verdade, ela insiste em colocar os dois para passar a noite, mesmo com as objeções de seu esnobe noivo Walker McCormick. Depois de um confronto com Bill expondo a verdade do golpe, Grey deixa que eles fiquem o tempo que eles precisarem, quando ela entender a posição precária em que os sem-teto estão.
Uma noite, Bill diz a Grey que ele não é o pai de Sue, e ele conheceu a mãe de Sue uma noite na Flórida. Depois que a mãe de Sue morreu, Bill a criou, começando a amá-la como a dele. Assim, quando eles perderam sua casa e dinheiro, Bill não conseguiu desistir de Sue e colocá-la em um orfanato, então ele levou Sue com ele. Grey, pensando que Bill tem negligenciado e abusado de Sue usando-a em seus contras e golpes, sugere que Sue fique com ela quando ele sair, mas isso apenas irrita Bill, que diz que depois de todos os anos que ele cuidou dela, se ele desistisse de Sue agora, as pessoas iriam tirar sarro dela por ter vivido numa instituição de caridade. Ele diz a ela que não está negligenciando ou abusando de Sue; ele se preocupa com Sue e seus contras são prover Sue. No entanto, quando fica claro que Sue é completamente incapaz de ler ou escrever (apesar de ter soletrado uma palavra difícil anteriormente), Grey começa a se esforçar ainda mais para Bill deixar Sue com ela.
Eventualmente, Bill percebe que é aqui que ela pertence - em uma casa, cuidada por alguém que pode lhe dar as vantagens que sua existência nômade e sem-teto carece. Walker os entrega e Sue é colocada em assistência social, enquanto Bill é preso, porque ele nunca teve a custódia da criança. No entanto, Grey traz de volta Sue e Bill é libertado. Sue e Grey retornam ao seu apartamento e descobrem um anel de estanho (o que foi roubado anteriormente), que Sue toma como um sinal de que Bill escolheu deixá-la para trás com Grey (está implícito que Bill penhorou um anel deixado por Sue por sua mãe, que ele retornaria para ela quando chegasse a hora de os dois se separarem para sempre). No entanto, o anel é acompanhado por uma nota que diz que ele está em outra sala. Sue se vira alegremente para encontrar Bill, percebendo que o anel não é um sinal de que ele a deixará, mas um sinal de que ele abandonará seu antigo estilo de vida para dar a Sue o lar que ela precisa e seguir um romance com Grey. Os dois adotam legalmente Sue, e Grey e Bill são posteriormente casados. O filme termina com Grey e Bill deixando Sue no seu primeiro dia de aula.

## Elenco
- Jim Belushi como Bill Dancer
- Kelly Lynch como Grey Ellison
- Alisan Porter como Curly Sue
- John Getz como Walker McCormick
- Fred Dalton Thompson como Bernard Oxbar
- Branscombe Richmond como Albert
- Gail Boggs como Ansie Hall
- Viveka Davis como Trina
- Barbara Tarbuck como Sra. Arnold
- John Ashton como Sr. Frank Arnold (sem créditos)
- Cameron Thor como gerente do restaurante
- Edie McClurg como secretária
- Steve Carell como Tesio
- Burke Byrnes como Dr. Maxwell

## Lançamento
O filme estreou no segundo lugar nas bilheterias, com um total de US$4,974,958 em 1,634 telas. Apesar das críticas negativas, o fim de semana seguinte aumentou sua receita bruta em 7% para US$5,3 milhões no mesmo número de telas e permaneceu em segundo lugar. No terceiro fim de semana, continuou com o mesmo número de telas e conseguiu passar para o primeiro lugar, levando mais na terceira semana do que na primeira ou na segunda. Seu faturamento final nos EUA e no Canadá foi de US$33,691,313.
Warner Home Video lançou em DVD em 1º de junho de 2004 com comentários e uma introdução de Porter sobre recursos especiais.

## Recepção
O filme recebeu críticas negativas dos críticos. Leonard Maltin deu a ele uma estrela e meia de quatro em seu Movie Guide, e chamou de "Um filme com a fórmula de John Hughes onde a fórmula não funciona".  Nigel Andrews, do Financial Times, declarou: "John Hughes aqui se graduou da comédia de maior sucesso na história do cinema para roteirizar e dirigir um grande pedaço de besteira não biodegradável". Curly Sue detém uma classificação de 13% de acordo com o agregador de críticas Rotten Tomatoes com base em 15 avaliações. O público pesquisado pela CinemaScore atribuiu ao filme uma classificação "B+" na escala de A+ a F.